# شانون بوبيت
شانون بوبيت (بالإنجليزية: Shannon Bobbitt)‏ مواليد 6 ديسمبر 1985 في ذا برونكس، هي لاعبة كرة سلة أمريكية. تم اختيارها من قبل فريق لوس أنجلوس سباركس خلال الدرافت. يبلغ طولها 5 قدم 2 بوصة (1.6 م).

## المسيرة الاحترافية
لعبت مع لوس أنجلوس سباركس في موسم 2008–2009، ثم لعبت مع إنديانا فيفر في سنة 2011، ثم لعبت مع واشنطن ميستيكس في سنة 2012.

## روابط خارجية
- شانون بوبيت على موقع الاتحاد الوطني لكرة السلة النسائية (الإنجليزية)
- شانون بوبيت على موقع كرة السلة الأوروبية.كوم (الإنجليزية)
- شانون بوبيت على موقع كلية كرة السلة في سبورتس رفرنس.كوم (الإنجليزية)
- شانون بوبيت على موقع بروبوليرز (الإنجليزية)
- شانون بوبيت على موقع سبورتس رفرنس (الإنجليزية)